# San Rafael, Tlalpujahua
San Rafael är en ort i Mexiko.   Den ligger i kommunen Tlalpujahua och delstaten Michoacán de Ocampo, i den sydöstra delen av landet, 120 km väster om huvudstaden Mexico City. San Rafael ligger 2 676 meter över havet och antalet invånare är 548.
Terrängen runt San Rafael är kuperad. Runt San Rafael är det ganska tätbefolkat, med 185 invånare per kvadratkilometer. Närmaste större samhälle är El Oro de Hidalgo, 12,6 km nordost om San Rafael. I omgivningarna runt San Rafael växer huvudsakligen savannskog.